# Дивоптах блакитний

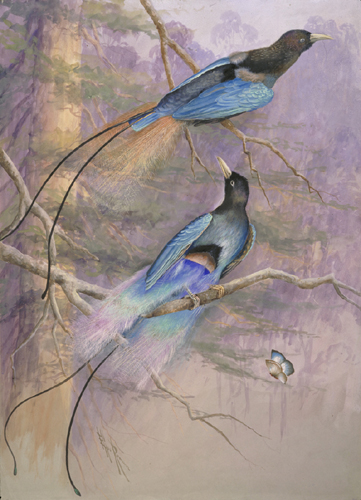
Малюнок із зображенням синіх райських птахів

Дивоптах блакитний, ра́йський птах си́ній (Paradisaea rudolphi) — вид горобцеподібних птахів родини дивоптахових (Paradisaeidae). Ендемічний вид, поширений у Папуа Новій Гвінеї.

## Назва
Вид названо на честь кронпринца Австрії Рудольфа (1858—1889).

## Поширення
Ендемік Папуа Нової Гвінеї. Поширений між східними схилами вулкану Гаґен і південно-східною частиною півострова Папуа. Мешкає у первинному і вторинному тропічному лісі на висоті 1100—2000 м над рівнем моря.